# Die sieben schwarzen Noten
Die sieben schwarzen Noten (Originaltitel: Sette Note in Nero, internationaler Titel: The Psychic) ist ein italienischer Giallo-Thriller aus dem Jahr 1977 von Lucio Fulci mit Jennifer O’Neill, Gianni Garko, Marc Porel und Gabriele Ferzetti in den Hauptrollen.

## Handlung
In England stürzt sich eine Frau von den Kreideklippen zu Tode. Gleichzeitig hat in Florenz die kleine Virginia eine Vision dieses Selbstmords ihrer eigenen Mutter.
Jahre später ist Virginia erwachsen, arbeitet als Innenarchitektin, und ist seit sechs Monaten mit dem smarten Italiener Francesco Ducci verheiratet. Während dieser in London weilt, will sie in Italien das Landhaus ihres Mannes renovieren, dabei stößt sie auf das eingemauerte Skelett einer Frau. Auch vom Tod dieser Frau hatte Virginia auf ihrer Anfahrt eine Vision, allerdings war das Opfer darin circa 50 Jahre alt und nicht 25, wie sich bei den nun folgenden forensischen Untersuchungen herausstellt. Gemeinsam mit ihrem Freund, dem gut aussehenden Parapsychologen Luca Fattori, versucht Virginia herausfinden, was diese Visionen zu bedeuten haben. Als herauskommt, dass die Tote eine Ex-Freundin von Francesco war, hat das zur Folge, dass er als Hauptverdächtiger festgenommen wird.
Derweil suchen Virginia und Luca nach Beweisen für Francescos Unschuld. Francescos Schwester Gloria schenkt Virginia eine ganz besondere Uhr, die zu jeder vollen Stunde eine Melodie spielt. Luca entdeckt ein Magazin, das den Tod der Unbekannten thematisiert hat, und glaubt Virginias Visionen umso mehr. Als er weitere Recherchen anstellt, stößt er auf den reichen Gemäldesammler Emilio Rospini und findet heraus, dass vieles auf ihn als Mörder hinweist. Seine weiteren Ermittlungen ergeben sodann, dass Francesco und Emilio vor vielen Jahren bei einem Gemäldediebstahl eine Frau erschlagen haben.
Als Francesco einen verräterischen Brief auf Virginias Kommode entdeckt, glaubt er sich von seiner Frau überführt und erschlägt sie. Sterbend wird Virginia klar, dass sie ihren eigenen Tod vorausgesehen hat. Francesco mauert sie an derselben Stelle, an der Virgina vorher das Skelett entdeckt hatte, ein. Als sogleich danach überraschend Luca Fattori zusammen mit der Polizei zu dem Landhaus kommt und sich bei Francesco nach Virginia erkundigt, erklingt aus den Mauern die Melodie von ihrer Armbanduhr.

## Produktion, Hintergrund und Veröffentlichung
Es handelt sich um eine Produktion von Rizzoli Film. Gedreht wurde auf dem Arezzo Airport sowie in Arezzo und in Florenz in der Toskana; weitere Aufnahmen entstanden im Palazzo Salimbeni in Siena sowie in Siena selbst, des Weiteren in Rom, allesamt Italien. Außerdem wurde in Dover in der Grafschaft Kent in England gedreht.
Auf dem Cover der US-Ausgabe der DVD war nachzulesen, dass Quentin Tarantino gesagt haben soll, dass The Psychic „der aufregendste Film in Lucio Fulcis ganzer Karriere gewesen“ sei.
Das von Linda Lee interpretierte Filmlied von Franco Bixio, Fabio Frizzi und Vince Tempera With you erschien als Single auf Cinevox MDF 112; die Titelmelodie darauf Sette Note in Nero spielt Gil Ventura.
Premiere hatte der Film am 10. August 1977 in Italien. In den USA lief er im März 1979 unter dem Titel Death Tolls Seven Times an und dann erneut am 31. Oktober 1997 unter dem neuen Titel The Psychic. Ein weiterer Titel Alternativtitel lautet: Murder to the Tune of the Seven Black Notes. In Frankreich kam er am 4. März 1981 in die Kinos. Vermarktet wurde er auch in Brasilien, Spanien, Mexiko, Polen, Portugal und Russland. In Deutschland lief er nicht im Kino, am 1. Dezember 2014 erschien er mit einer deutschen Tonspur auf DVD. Alternativ lief er auch unter dem Titel Sieben schwarze Noten.
Die sieben schwarzen Noten erschien am 1. Dezember 2014 auf DVD (93 Min.) sowie auf Blu-ray (96 Min.), herausgegeben vom Studio Elea-Media.

## Kritik
Christian Ade von Filmtipps.at sprach davon, dass der Film ein Meisterwerk seines Genres geworden sei, […] die Klimax „mit dem mörderisch spannenden Finale sogar noch gesteigert werde, womit sich der Film das Prädikat ‚Suspense-Kino‘ redlich verdient“ habe. […] In seinem Fazit schrieb Ade unter anderem: „Dieser Giallo hier ist nicht nur das Filetstück unter Fulcis Mörderrätseln, sondern zählt meines Erachtens sogar zur Crème de la Crème des Genregesamtwerks. Denn The Psychic ist nichts weniger als grandioser Psychothrill!“
Bei Nightmare-Horrormovies war zu lesen: „Sehr intelligenter Giallo von Lucio Fulci. Deutlich besser als Don’t Torture a Duckling und in etwa so mysteriös wie Lizard in a Women’s Skin. Die Story entwickelt sich sehr langsam aber stets interessant und klever. Die Musik ist grandios […]. Die Schauspieler können überzeugen… […].“
Gameware.at sprach davon, dass der italienische Kultregisseur Lucio Fulci mit dem Giallo-Thriller einen „eindrucksvollen Gänsehaut-Krimi“ geschaffen habe, der mit „seiner einzigartigen Bilddramaturgie und dem großartigen Soundtrack zu einem seiner besten Filme zähl[e]“.
Auch bei Traumathek wurde die Filmmusik von Fulcis „treuem Mitstreiter Fabio Frizzi“ hervorgehoben, und „als eine seiner besten Filmmusiken“ bezeichnet, die dazu beigetragen habe, dass man diesen Film Fulcis als „seinen vielleicht besten“ bezeichnen könne. Außerdem war zu lesen: „Ohne die deftigen Gore-Einlagen, die seine späteren Werke auszeichnen, aber eben auch ohne deren heillose Konfusion, schuf Fulci hier einen durchweg atmosphärischen Horrorfilm.“

## Synchronisation
- Jennifer O’Neill: Joey Cordevin
- Gianni Garko: Lennardt Krüger
- Marc Porel: Martin Lohmann
- Gabriele Ferzetti: Gerhart Hinze
- Evelyn Stewart: Tanja Dohse
- Jenny Tamburi: Arlette Stanschus
- Fabrizio Jovine: Robert Missler
- Riccardo Perrotti: Peter Bieringer
- Loredana Savelli: Marianne Bernhardt
- Bruno Corazzari: Jens Wendland